# Aeroporto de Linköping
O Aeroporto de Linköping (em sueco:  Linköping-Saab flygplats e em inglês:  Linköping City Airport; código IATA: LPI, código ICAO: ESSL) está localizado a leste do centro da cidade de Linköping, na Suécia.